# بساط متحرك

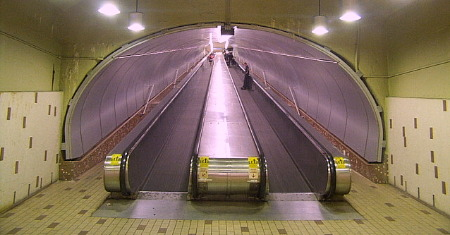
البساط المتحرك

البساط المتحرك شريط تحركه قوة كهربائية لنقل الأشخاص والأمتعة.